# Alexei Fjodorowitsch Gontscharow
Alexei Fjodorowitsch Gontscharow (russisch Алексей Фёдорович Гончаров, wiss. Transliteration Aleksej Fedorovič Gončarov; * 4. Februarjul. / 16. Februar 1879greg. in Moskau; † 10. Apriljul. / 23. April 1913greg. ebenda) war ein russischer Schachmeister und Rechtsanwalt.
Gontscharow, ein zeitlebens in Moskau ansässiger Rechtsanwalt, spielte seit seiner Kindheit Schach und wurde um die Jahrhundertwende ein Meisterspieler: Er wurde beim Nebenturnier der 1. All-Russischen Meisterschaft in Moskau 1899 geteilter Zweiter. Beim 2. All-Russischen Turnier 1901, ebenfalls in Moskau ausgetragen, gelang ihm ein hervorragender vierter Platz nach Michail Tschigorin, Emanuel Schiffers und Dawid Janowski. Gontscharow gewann zweimal die Moskauer Meisterschaft: 1901 gemeinsam mit Rafail Falk und im Jahr 1909, wobei er den späteren Weltmeister Alexander Aljechin hinter sich ließ. 1907 wurde er bei einem Moskauer Turnier unter Beteiligung Tschigorins Zweiter. 
Gontscharow, der von der Jahrhundertwende bis zum Ersten Weltkrieg zu den stärksten Moskauer Schachspielern zählte, gab das aktive Spiel auf, nachdem er an Tuberkulose erkrankt war. Er arbeitete allerdings bis zu seinem Tod intensiv schriftstellerisch. Nach seinem Tod erschien der „Kurze Leitfaden zum Schachspiel“ im Jahr 1914 in Sankt Petersburg. Unter methodischen Gesichtspunkten gilt dieses Buch als besonders wertvoll, der Kriegsausbruch verhinderte indes eine weitere Verbreitung. Er redigierte über lange Jahre die Schachspalten des Golos Moskwy (Stimme Moskaus) und war in den Jahren 1899–1904 Mitarbeiter der Schachzeitung Schachmatnoje Obosrenje. 